# Xoắn alpha

Cấu trúc ba chiều của một chuỗi xoắn alpha trong protein crambin

Xoắn alpha (α-helix) là một cấu trúc phổ biến trong cấu trúc bậc hai của protein, theo chiều xoắn ốc phải. Xoắn alpha cấu tạo bởi liên kết hydro giữa nhóm N-H với nhóm C=O dọc theo chuỗi protein.
Chuỗi xoắn alpha còn được gọi là chuỗi xoắn α Pauling – Corey – Branson hay 3.6 13 -helix.

Trong số các loại cấu trúc trong protein, chuỗi xoắn α dễ đoán nhất từ trình tự, cũng như phổ biến nhất.